# المجلس التشريعي الفلسطيني 1996
المجلس التشريعي الفلسطيني 1996 أو المجلس التشريعي الفلسطيني الأول هو أول مجلس تشريعي في زمن السلطة الوطنية الفلسطينية ودولة فلسطين. أجريت انتخابات المجلس التشريعي الفلسطيني ضمن الانتخابات العامة الفلسطينية التي عُقدت عام 1996. استمرت ولاية المجلس القانونية بين عامي 1996 و2006.
تنافس 672 مرشحًا من 16 دائرة انتخابية في الانتخابات التشريعية الأولى على 88 مقعدًا.

## مقاعد المجلس
تكون المجلس التشريعي الفلسطيني الأول من 88 عضوًا تم انتخابهم من دوائر انتخابية بلغ عددها 16 دائرة، حُدد عدد الممثلين من كل دائرة حسب عدد السكان، كما خُصصت 6 مقاعد للطائفة المسيحية ومقعد واحد للطائفة السامرية في نابلس. توزعت مقاعد المجلس الثمانية والثمانين بين 51 مقعدًا للضفة الغربية، و37 مقعدًا لقطاع غزة.
تنافست 25 مرشحة في انتخابات المجلس التشريعي الفلسطيني 1996، فاز منهن 5 فقط وهن: حنان عشراوي، دلال سلامة، جميلة صيدم، راوية الشوا وانتصار الوزير.
حددت المادة الأولى من المرسوم الرئاسي رقم 2 لسنة 1995 بشأن الانتخابات والصادر عن الرئيس ياسر عرفات في 14 ديسمبر 1995 في مدينة غزة توزيع مقاعد المجلس التشريعي الفلسطيني على الدوائر الانتخابية للسلطة الوطنية الفلسطينية على النحو التالي:
| الضفة الغربية           | الضفة الغربية           | الضفة الغربية          | الضفة الغربية                        | الضفة الغربية                        |                            | قطاع غزة                   | قطاع غزة               | قطاع غزة                             | قطاع غزة                             |
| /                       | اسم الدائرة             | العدد الإجمالي للمقاعد | عدد المقاعد المُخصصة للطائفة المسيحية | عدد المقاعد المُخصصة للطائفة السامرية | /                          | اسم الدائرة                | العدد الإجمالي للمقاعد | عدد المقاعد المُخصصة للطائفة المسيحية | عدد المقاعد المُخصصة للطائفة السامرية |
| ----------------------- | ----------------------- | ---------------------- | ------------------------------------ | ------------------------------------ | -------------------------- | -------------------------- | ---------------------- | ------------------------------------ | ------------------------------------ |
| 1                       | دائرة القدس             | 7                      | 2                                    | لا يوجد                              | 1                          | دائرة شمال غزة             | 7                      | لا يوجد                              | لا يوجد                              |
| 2                       | دائرة جنين              | 6                      | لا يوجد                              | لا يوجد                              | 1                          | دائرة شمال غزة             | 7                      | لا يوجد                              | لا يوجد                              |
| 3                       | دائرة طوباس             | 1                      | لا يوجد                              | لا يوجد                              | 1                          | دائرة شمال غزة             | 7                      | لا يوجد                              | لا يوجد                              |
| 4                       | دائرة طولكرم            | 4                      | لا يوجد                              | لا يوجد                              | 2                          | دائرة غزة                  | 12                     | 1                                    | لا يوجد                              |
| 5                       | دائرة نابلس             | 8                      | لا يوجد                              | 1                                    | 2                          | دائرة غزة                  | 12                     | 1                                    | لا يوجد                              |
| 6                       | دائرة قلقيلية           | 2                      | لا يوجد                              | لا يوجد                              | 3                          | دائرة دير البلح            | 5                      | لا يوجد                              | لا يوجد                              |
| 7                       | دائرة سلفيت             | 1                      | لا يوجد                              | لا يوجد                              | 3                          | دائرة دير البلح            | 5                      | لا يوجد                              | لا يوجد                              |
| 8                       | دائرة رام الله والبيرة  | 7                      | 1                                    | لا يوجد                              | 4                          | دائرة خان يونس             | 8                      | لا يوجد                              | لا يوجد                              |
| 9                       | دائرة أريحا             | 1                      | لا يوجد                              | لا يوجد                              | 4                          | دائرة خان يونس             | 8                      | لا يوجد                              | لا يوجد                              |
| 10                      | دائرة بيت لحم           | 4                      | 2                                    | لا يوجد                              | 5                          | دائرة رفح                  | 5                      | لا يوجد                              | لا يوجد                              |
| 11                      | دائرة الخليل            | 10                     | لا يوجد                              | لا يوجد                              | 5                          | دائرة رفح                  | 5                      | لا يوجد                              | لا يوجد                              |
| عدد مقاعد الضفة الغربية | عدد مقاعد الضفة الغربية | 51                     | 5                                    | 1                                    | عدد مقاعد قطاع غزة         | عدد مقاعد قطاع غزة         | 37                     | 1                                    | لا يوجد                              |
|                         |                         |                        |                                      |                                      |                            |                            |                        |                                      |                                      |
| عدد المقاعد الإجمالي    | عدد المقاعد الإجمالي    | عدد المقاعد الإجمالي   | 88                                   | عدد مقاعد الطائفة المسيحية           | عدد مقاعد الطائفة المسيحية | عدد مقاعد الطائفة المسيحية | 5                      | عدد مقاعد الطائفة السامرية           | 1                                    |

## رؤساء المجلس
توزعت رئاسة بين عامي 1996 و2006 على 3 شخصيات هي: أحمد قريع (1996 و2003)، ورفيق النتشة (2003 و2004) وروحي فتوح (2004 و2006).

## أعضاء المجلس

### دائرة القدس
| / | اسم العضو                | صورة | عدد الأصوات | الحزب    | ملاحظات               |
| - | ------------------------ | ---- | ----------- | -------- | --------------------- |
| 1 | أحمد علي محمد قريع       |      | 18,839      | حركة فتح |                       |
| 2 | حنان داود خليل عشراوي    |      | 17,944      | مستقلة   | مقعد الطائفة المسيحية |
| 3 | أحمد حسني خليل البطش     |      | 9,846       | مستقل    |                       |
| 4 | زياد علي خليل أبو زياد   |      | 8,434       | مستقل    |                       |
| 5 | حاتم محمد عبد القادر عيد |      | 8,307       | حركة فتح |                       |
| 6 | أحمد هاشم أحمد زغير      |      | 7,613       | حركة فتح |                       |
| 7 | إميل موسى باسيل جرجوعي   |      | 5,334       | حركة فتح | مقعد الطائفة المسيحية |

### دائرة جنين
| / | اسم العضو                     | صورة | عدد الأصوات | الحزب    | ملاحظات                   |
| - | ----------------------------- | ---- | ----------- | -------- | ------------------------- |
| 1 | برهان نهاد الحاج إبراهيم جرار |      | 18,608      | حركة فتح | الاسم الحركي: رشاد الكاسر |
| 2 | جمال شاتي يونس الهندي         |      | 17,474      | حركة فتح |                           |
| 3 | حكمت هاشم لطفي زيد            |      | 14,220      | مستقل    |                           |
| 4 | عزام نجيب مصطفى الأحمد        |      | 14,166      | حركة فتح |                           |
| 5 | أحمد سليمان أحمد ارشيد        |      | 13,384      | حركة فتح |                           |
| 6 | فخري فهد موسى أحمد            |      | 11,529      | مستقل    |                           |

### دائرة طوباس
| / | اسم العضو               | صورة | عدد الأصوات | الحزب |
| - | ----------------------- | ---- | ----------- | ----- |
| 1 | هاشم سليمان صالح دراغمة |      | 2,132       | مستقل |

### دائرة طولكرم
| / | اسم العضو                       | صورة | عدد الأصوات | الحزب    |
| - | ------------------------------- | ---- | ----------- | -------- |
| 1 | طيب عبد الرحمن محمود عبد الحليم |      | 10,363      | حركة فتح |
| 2 | مفيد يوسف محمد عبد ربه          |      | 8,422       | مستقل    |
| 3 | حكم عمر أسعد بلعاوي             |      | 8,421       | حركة فتح |
| 4 | حسن عبد الفتاح عبد الحليم خريشي |      | 8,154       | مستقل    |

### دائرة نابلس
| / | اسم العضو                   | صورة | عدد الأصوات | الحزب                  | ملاحظات               |
| - | --------------------------- | ---- | ----------- | ---------------------- | --------------------- |
| 1 | فايز عارف أحمد زيدان        |      | 36,455      | حركة فتح               |                       |
| 2 | معاوية علي أمين المصري      |      | 28,016      | مستقل                  |                       |
| 3 | غسان وليد أحمد الشكعة       |      | 27,365      | حركة فتح               |                       |
| 4 | ماهر نشأت طاهر المصري       |      | 23,125      | حركة فتح               |                       |
| 5 | حسام محمود عبد الرحمن خضر   |      | 21,328      | كتلة الحرية والاستقلال |                       |
| 6 | دلال عبد الحافظ محمود سلامة |      | 20,749      | حركة فتح               |                       |
| 7 | كامل محمد صالح الأفغاني     |      | 17,425      | مستقل                  |                       |
| 8 | سلوم عمران اسحاق الكاهن     |      | 2,451       | مستقل                  | مقعد الطائفة السامرية |

### دائرة قلقيلية
| / | اسم العضو             | صورة | عدد الأصوات | الحزب    |
| - | --------------------- | ---- | ----------- | -------- |
| 1 | محمود أحمد محمود دعاس |      | 5,934       | حركة فتح |
| 2 | عثمان حسين علي غشاش   |      | 5,420       | مستقل    |

### دائرة سلفيت
| / | اسم العضو            | صورة | عدد الأصوات | الحزب    |
| - | -------------------- | ---- | ----------- | -------- |
| 1 | أحمد فوزي خالد الديك |      | 6,624       | حركة فتح |

### دائرة رام الله والبيرة
| / | اسم العضو                     | صورة | عدد الأصوات | الحزب    |                          |
| - | ----------------------------- | ---- | ----------- | -------- | ------------------------ |
| 1 | عبد الجواد صالح عطا الحمايل   |      | 29,445      | مستقل    |                          |
| 2 | عبد القادر إبراهيم فارس حامد  |      | 20,980      | مستقل    | الاسم الحركي: قدورة فارس |
| 3 | عبد الفتاح محمد إبراهيم حمايل |      | 15,412      | مستقل    |                          |
| 4 | جميل يوسف مصلح الطريفي        |      | 13,504      | مستقل    |                          |
| 5 | عزمي صالح محمد الشعيبي        |      | 12,962      | حزب فدا  |                          |
| 6 | مروان حسيب حسين البرغوثي      |      | 12,716      | حركة فتح |                          |
| 7 | غازي حنا خليل حنانيا          |      | 10,238      | حركة فتح | مقعد الطائفة المسيحية    |

### دائرة أريحا
| / | اسم العضو             | صورة | عدد الأصوات | الحزب    |
| - | --------------------- | ---- | ----------- | -------- |
| 1 | صائب محمد صالح عريقات |      | 6,291       | حركة فتح |

### دائرة بيت لحم
| / | اسم العضو                  | صورة | عدد الأصوات | الحزب | ملاحظات                    |
| - | -------------------------- | ---- | ----------- | ----- | -------------------------- |
| 1 | أسعد سليمان حسن عبد القادر |      | 17,774      | مستقل | الاسم الحركي: صلاح التعمري |
| 2 | داود حسن محمد الزير        |      | 9,531       | مستقل |                            |
| 3 | بشارة صليبا سليمان داود    |      | 6,161       | مستقل |                            |
| 4 | متري طناس جريس أبوعيطة     |      | 5,617       | مستقل |                            |

### دائرة الخليل
| /  | اسم العضو                     | صورة | عدد الأصوات | الحزب    | ملاحظات                |
| -- | ----------------------------- | ---- | ----------- | -------- | ---------------------- |
| 1  | شريف علي حسين مشعل            |      | 39,348      | حركة فتح | الاسم الحركي: عباس زكي |
| 2  | موسى ياسين عيسى أبو صبحة      |      | 25,316      | حركة فتح |                        |
| 3  | جمال عبد اللطيف صالح الشوبكي  |      | 24,346      | حركة فتح |                        |
| 4  | نبيل محمود يوسف عمرو          |      | 23,269      | حركة فتح |                        |
| 5  | محمد عبد الفتاح محمد الحوراني |      | 23,034      | حركة فتح |                        |
| 6  | رفيق شاكر درويش النتشة        |      | 17,242      | حركة فتح |                        |
| 7  | زهران خليل صالح أبو قبيطة     |      | 15,841      | مستقل    |                        |
| 8  | علي محمد حسين أبو الريش       |      | 12,087      | مستقل    |                        |
| 9  | سليمان محمود موسى أبو سنينة   |      | 12,034      | حركة فتح |                        |
| 10 | علي إبراهيم غزال القواسمي     |      | 10,334      | حركة فتح |                        |

### دائرة شمال غزة
| / | اسم العضو                           | صورة | عدد الأصوات | الحزب    |
| - | ----------------------------------- | ---- | ----------- | -------- |
| 1 | يوسف عطا االله إبراهيم أبو صفية     |      | 12,342      | حركة فتح |
| 2 | فؤاد محمود إبراهيم عيد              |      | 12,057      | حركة فتح |
| 3 | هشام علي حسن عبد الرازق             |      | 10,682      | حركة فتح |
| 4 | عبد الرحمن توفيق عبد الهادي حمد     |      | 10,510      | حركة فتح |
| 5 | كرم محمد داود زرندح                 |      | 9,265       | مستقل    |
| 6 | كمال العبد محمد الشرافي             |      | 8,757       | مستقل    |
| 7 | عماد عبد الحميد عبد الهادي الفالوجي |      | 8,529       | حركة فتح |

### دائرة غزة
| /  | اسم العضو                         | صورة | عدد الأصوات | الحزب                      | ملاحظات               |
| -- | --------------------------------- | ---- | ----------- | -------------------------- | --------------------- |
| 1  | حيدر محي الدين درويش عبد الشافي   |      | 58,229      | الائتلاف الوطني الديمقراطي |                       |
| 2  | فخري عمران طه شقورة               |      | 55,547      | حركة فتح                   |                       |
| 3  | ناهض منير محمد الريس              |      | 40,959      | حركة فتح                   |                       |
| 4  | انتصار مصطفى محمود الوزير         |      | 40,875      | حركة فتح                   |                       |
| 5  | رياض ذيب سليم الزعنون             |      | 39,296      | حركة فتح                   |                       |
| 6  | زياد محمود حسين أبو عمرو          |      | 31,740      | مستقل                      |                       |
| 7  | وجيه خليل مصطفى ياغي              |      | 31,648      | مستقل                      |                       |
| 8  | موسى محمود حامد الزعبوط           |      | 23,563      | مستقل                      |                       |
| 9  | مروان محمد فايز عبد الرازق كنفاني |      | 23,082      | مستقل                      |                       |
| 10 | يوسف محمد أحمد الشنطي             |      | 21,365      | مستقل                      |                       |
| 11 | راوية رشاد سعيد الشوا             |      | 18,295      | مستقلة                     |                       |
| 12 | فرج بشارة سليم الصراف             |      | 7,960       | حركة فتح                   | مقعد الطائفة المسيحية |

### دائرة دير البلح
| / | اسم العضو                   | صورة | عدد الأصوات | الحزب    |
| - | --------------------------- | ---- | ----------- | -------- |
| 1 | فريح مصطفى فريح أبو مدين    |      | 12,168      | حركة فتح |
| 2 | سعدي محمود سليمان الكرنز    |      | 11,713      | حركة فتح |
| 3 | جميلة أحمد خميس صيدم        |      | 8,511       | حركة فتح |
| 4 | جلال فريح فرحان المصدر      |      | 7,891       | مستقل    |
| 5 | إبراهيم إسماعيل أحمد الهباش |      | 7,853       | مستقل    |

### دائرة خان يونس
| / | اسم العضو                      | صورة | عدد الأصوات | الحزب    |
| - | ------------------------------ | ---- | ----------- | -------- |
| 1 | نبيل علي رشيد شعث              |      | 22,371      | حركة فتح |
| 2 | جواد خليل حسن الطيبي           |      | 20,034      | حركة فتح |
| 3 | رأفت عثمان علي النجار          |      | 14,342      | مستقل    |
| 4 | أحمد العبد محمد الشيبي         |      | 13,784      | حركة فتح |
| 5 | إبراهيم موسى إبراهيم أبو النجا |      | 13,625      | حركة فتح |
| 6 | حسن محمد أحمد عصفور            |      | 12,761      | حركة فتح |
| 7 | أحمد عبد الفتاح أحمد نصر       |      | 12,054      | حركة فتح |
| 8 | عبد الكريم محمود مسلم أبو صلاح |      | 9,456       | مستقل    |

### دائرة رفح
| / | اسم العضو                       | صورة | عدد الأصوات | الحزب    |
| - | ------------------------------- | ---- | ----------- | -------- |
| 1 | عبد ربه حسين سعد الدين أبو عون  |      | 18,219      | حركة فتح |
| 2 | محمد سليمان موسى حجازي          |      | 11,584      | حركة فتح |
| 3 | روحي أحمد فتوح                  |      | 11,524      | حركة فتح |
| 4 | عبد العزيز علي عبد العزيز شاهين |      | 11,459      | حركة فتح |
| 5 | سليمان سلام خليل الرومي         |      | 10,659      | مستقل    |

## النتائج
| الحزب                                                                                 | الأصوات                       | %                             | المقاعد |
| ------------------------------------------------------------------------------------- | ----------------------------- | ----------------------------- | ------- |
| حركة فتح                                                                              |                               | .                             | 50      |
| مستقلون                                                                               | -                             | .                             | 35      |
| الائتلاف الوطني الديمقراطي                                                            | -                             | .                             | 1       |
| حزب فدا                                                                               | -                             | .                             | 1       |
| كتلة الحرية والاستقلال                                                                | -                             | .                             | 1       |
| العدد الإجمالي للمقاعد                                                                | العدد الإجمالي للمقاعد        | العدد الإجمالي للمقاعد        | 88      |
| نسبة المشاركة في الانتخابات %                                                         | نسبة المشاركة في الانتخابات % | نسبة المشاركة في الانتخابات % | 72      |
| المصدر: لجنة الانتخابات المركزية الفلسطينية نتائج الانتخابات العامة الفلسطينية، 1996. |                               |                               |         |